# Ballad (film)
Ballad: En film om 1930-talets Europa? är en svensk svartvit dramafilm från 1968 med regi och manus av Gösta Ågren. I rollerna ses bland andra Stig Torstensson, Vivian Gude och Lennart Snickars. Filmen var Ågrens långfilmsdebut.

## Om filmen
Filmens förlaga var romanen med samma namn av Leo Ågren, bror till regissören Gösta Ågren som även omarbetade boken till filmmanus. Filmen producerades med en budget på cirka 100 000 kronor. Inspelningen ägde rum i Österbotten med Per Åke Dahlberg som fotograf. Filmen premiärvisades den 4 november 1968 på biografen Grand i Stockholm. Den var 98 minuter lång och tillåten från 11 år.
Filmen hade Finlandspremiär den 2 mars 1969 på biografen Rio i Vasa. Den var då 81 minuter lång och tillåten från 12 år.

## Handling
I Österbotten blir en arbetare nedskjuten av en kontrarevolutionär fascist från Lapporörelsen.

## Rollista
- Stig Torstensson – Leo, journalist
- Vivian Gude – Elisabeth, han hustru
- Lennart Snickars – Eriksson, gammal socialist
- Stefan Ekman – Israelsson, Leos vän
- Jarl Lindblad – ledaren
- Eric Nyström – bonden
- Ernfrid Rönnholm – hataren
- Gösta Ågren – Exekutius, präst
- Jan Sangberg
- Martta Rönnholm
- Palle Budtz
- Tom Nyström
- Erik Ågren
- Elisabet Gustavsson
- Gerda Rönnholm